# Двінський Борис Олександрович
Борис Олександрович Двинский (21 квітня (3 травня) 1894 місто Вологда, Російська імперія, тепер Російська Федерація — 7 червня 1973, місто Москва, Російська Федерація) — радянський державний діяч, 1-й секретар Ростовського обкому ВКП(б) (1938—1944), міністр заготівель СРСР (1944—1950). Член Комісії партійного контролю при ЦК ВКП (б) (1934—1939). Член ЦК ВКП(б) (1939—1952), кандидат у члени ЦК КПРС (1952—1956). Депутат Верховної Ради СРСР 1—2-го скликань.

## Біографія
Народився в родині суддівського чиновника, службовця Вологодського окружного суду. У 1912 році закінчив восьмикласну гімназію у місті Великий Устюг Вологодської губернії. У 1917 році закінчив історико-філологічний факультет Московського університету.
У вересні 1917 — травні 1918 року — вчитель школи ІІ-го ступеня у селі Талдом Московської губернії. У травні — жовтні 1918 року — вчитель і завідувач повітового відділу народної освіти у Талдомі Московської губернії. У жовтні 1918 — лютому 1919 року — вчитель школи ІІ-го ступеня у селі Талдом.
У лютому — жовтні 1919 року — вчитель школи при Московському інституті фізичної культури.
У жовтні 1919 — травні 1920 року — вчитель і завідувач Талдомського повітового відділу народної освіти Московської губернії.
Член РКП(б) з березня 1920 року.
У травні — липні 1920 року — вчитель і завідувач агітційно-пропагандистського відділу Талдомського повітового комітету РКП(б) Московської губернії.
У липні 1920 — лютому 1921 року — вчитель і відповідальний секретар Талдомського повітового комітету РКП(б) Московської губернії.
У лютому 1921 — січні 1922 року — завідувач організаційного відділу Тверського губернського комітету РКП(б).
У січні — вересні 1922 року — відповідальний секретар Фабричного районного комітету РКП(б) міста Твері. У вересні 1922 року працював лектором Тверського педагогічного інституту.
У вересні 1922 — лютому 1925 року — відповідальний редактор губернської газети «Тверская правда».
У лютому — вересні 1925 року — завідувач організаційного відділу, заступник відповідального секретаря Тверського губернського комітету РКП(б). У травні — червні 1925 року — тимчасовий виконувач обов'язків відповідального секретаря Тверського губернського комітету РКП(б).
У вересні 1925 — червні 1928 року — завідувач підвідділу місцевої інформації, помічник завідувача інформаційного відділу ЦК ВКП(б).
З червня 1928 року — помічник генерального секретаря ЦК ВКП(б) Йосипа Сталіна.
У 1930—1934 роках — заступник завідувача Секретного відділу ЦК ВКП(б). У 1934—1937 роках — заступник завідувача Особливого сектору ЦК ВКП(б).
У листопаді 1937 — травні 1938 року — в.о. 2-го секретаря Ростовського обласного комітету ВКП(б). У травні — червні 1938 року — в.о. 1-го секретаря Ростовського обласного комітету ВКП(б).
У червні 1938 — вересні 1944 року — 1-й секретар Ростовського обласного комітету ВКП(б). Входив до складу особливої трійки НКВС.
Під час німецько-радянської війни у 1942—1943 роках — член Військової ради 1-ї і 3-ї гвардійських армій.
2 вересня 1944 — 27 жовтня 1950 року — народний комісар (з березня 1946 року — міністр) заготівель СРСР.
27 жовтня 1950 — березень 1951 року — заступник голови Бюро Ради Міністрів СРСР по сільському господарству і заготівлях.
У березні 1951 — листопаді 1952 року — помічник заступника голови Ради Міністрів СРСР Георгія Маленкова з питань заготівель сільськогосподарських продуктів.
У листопаді 1952 — травні 1954 року — заступник завідувача відділу ЦК КПРС по зв'язках із зарубіжними компартіями.
З травня 1954 року — персональний пенсіонер союзного значення у Москві. Похований на Новодівочому цвинтарі Москви.

## Нагороди
- орден Леніна (21.02.1939)
- орден Вітчизняної війни I ст. (13.07.1945)
- орден Трудового Червоного Прапора (13.09.1943)
- медалі